# Hydra (mytologie)

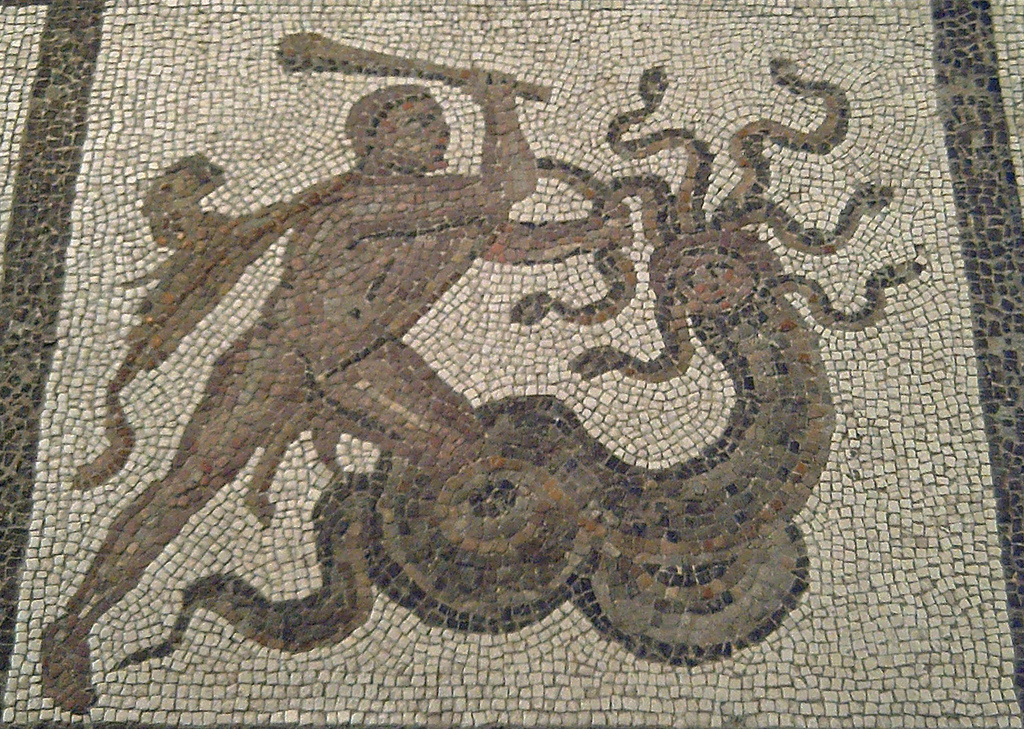

Hydra (latinsky Hydra) je v řecké mytologii obluda s hadím tělem a devíti dračími hlavami, dcera stohlavého obra Týfóna (latinsky Týfón) a Echidny (latinsky Echidna), napůl ženy, napůl hada. Hydra z řeckých mýtů přetrvává ve jméně nejdelšího souhvězdí. V literatuře je hydra synonymem obludnosti, nestvůrnosti (hydra války, hydra fašismu), proti které se postavit je nekonečný zápas.

## Mytologie
Hydra žila v bažinách u města Lerny v Argolidě. Ničila okolí, lidé proti ní nic nezmohli, protože z jedné useknuté hlavy vyrostly hned dvě. Jedna z jejích devíti hlav byla dokonce nesmrtelná.
Svého přemožitele našla lernská Hydra až v hrdinovi Héraklovi. Její zabití bylo zároveň splněním druhého úkolu, který Héraklovi uložil král Eurystheus a byl to úkol nad lidské síly, pro normální smrtelníky nesplnitelný. Héraklés k plnění tohoto úkolu vzal s sebou Iioláa, syna svého nevlastního bratra Ífikla. To proto, že i Hydra měla svého pomocníka, obrovského raka s ostrými klepety.
Souboj s Hydrou zahájil Héraklés tím, že za lernskými bažinami zapálil les a tak odřízl Hydře ústupovou cestu. Poté si v plamenech rozžhavil šípy a jimi zahájil souboj. Hydru to rozdráždilo, vrhla se na Hérakla, ten jí usekl hlavu, kterou však ihned nahradily dvě nové. Obrovský rak se zakousl Héraklovi do nohy, Ioláos ho však pohotově zneškodnil. Hydra se po zabitém rakovi ohlédla, toho využil Héraklés, vytrhl hořící strom a upálil jí hlavu tak, že na jejím místě se nová již neobjevila. Tak se postupně stalo i ostatním hlavám, včetně té nesmrtelné. Ohořelé zbytky těla Héraklés zakopal hluboko do země, rozsekal tělo Hydry a v její žluči si zakalil šípy. Rány jimi způsobené byly nezhojitelné.
Sourozenci Hydry byli:
- Orthos – dvouhlavý pes
- Kerberos – tříhlavý podsvětní pes
- Sfinx – obluda se ženskou hlavou, lvím tělem a ptačími křídly
- Chiméra – obluda s tělem lva, vprostřed kozy, vzadu draka, dštila oheň třemi tlamami